# Anelaphus niveivestitus
Anelaphus niveivestitus es una especie de escarabajo longicornio del género Anelaphus, categorizada en la tribu Elaphidiini, de la subfamilia Cerambycinae. Fue descrita por Schaeffer en 1905.

## Descripción
Mide 9-13 mm de longitud.

## Distribución
Se distribuye por México y Estados Unidos.